# Cidaphus torulus
Cidaphus torulus là một loài tò vò trong họ Ichneumonidae.